# ジョン・マーティン
ジョン・マーティン（英：John Martin, 1789年7月19日 - 1854年2月17日）は、19世紀のイギリス人のロマン派の画家、版画家、都市計画家。イングランド最北部のノーサンバーランド州 ヘイドン・ブリッジの郊外、イースト・ランデンズで十三人兄弟の末っ子として生まる。
ニューカッスルで絵画の技法を学んだ後ロンドンに出て、ガラスや磁器の絵付けに従事した。1811年、23歳の時からロイヤル·アカデミーに絵画を出品し、1812年の『忘却の水を探し求めるサダク』の様に画面いっぱいに壮大な風景を描き出し、それによって天変地異の圧倒的な力や破局的な様相を現出させている画風で注目を集め、更に1820年作の『ベルシャザルの饗宴』の成功で人気画家となった。旧約聖書、ミルトンの『失楽園』の挿絵入り本や油絵をもとにした版画作品は広く流布した。1828年頃から次第に画から離れ、ロンドンの上下水道や鉄道線などの都市計画や発明に関わるようになったが、その結果破産同然となった。死の数年前から絵の作成を再開し代表作のひとつとなる『最後の審判三部作』を発表した。

## 関係者

### 妻子
- スーザン：妻、1812年に結婚。マーティンとの間に8人の子供があり、うち6人が成人に達した。
- 長男フェンウィック：1813年没。
- 長女イザベラ：1813年生。
- 次男ジョン：1813年生、1814年没。
- 三男アルフレッド：メゾチント版画家としての父親と一緒に働いていた。後に上級税務官となった。
- 次女ゼノビア ：芸術家のピーター・カニンガムと結婚した。
- 四男レオポルド：父の秘書役を務めた。
- 五男チャールズ：1825年生、父の下で画家としての訓練を受け、多くの作品をコピーした。後にアメリカに移り住み肖像画家として成功した。ロイヤル・アカデミーで彼の最後の展示は1896年である。
- 三女ジェシー：1830年生、エジプト学者ジョセフ・ボノミ（英語版）と結婚した。

#### レオポルド
彼の名付けの親はマーティンが1815年頃ロンドンのメリルボーン・ハイ・ストリートで下宿をしていた時に出会い、助力をしてくれたベルギーの将来の国王レオポルド1世 (ベルギー王)であった。彼は父の散歩や訪問にしばしば同行しており、後に1889年に出版されたニューカッスルウィークリークロニクルの補足に父親の思い出のシリーズを書いている。その中には画家のジョゼフ・マロード・ウィリアム・ターナー、ブルネル賞で有名な鉄道技術者イザムバード・キングダム・ブルネル、政治評論家・著作家で無政府主義の先駆者ウィリアム・ゴドウィンや物理学・電気工学者のチャールズ・ホイートストンとの逸話が含まれている。彼はルイス・キャロルの『不思議の国のアリス』の挿絵や風刺漫画誌『パンチ』で数多くの風刺漫画を手がけたことで知られるジョン・テニエルと友達でテニエルの妹と結婚した。

### 親兄弟
ジョン・マーティンは13人兄弟であったが、そのうち大人まで成長したのはジョンを含め男4人女1人の5人であった。マーティンの兄弟たちは総じて、父親からは激しい気性とあふれんばかりの情熱を、母親からは篤い信仰心と高い精神性を受け継いだとおぼしい

#### 父
父(1750以前-1813)はウィリアム・フェニック・マーティンといって放浪癖のある”何でも屋”で、妻のイザベラ・リドリーと駆け落ちした後も一ヶ所に落ち着く事はなかった。始め革なめし工をしていたが、アメリカ独立戦争に従軍しながらわずか三ヵ月で負傷のために除隊してからは、いたって腰が軽くなり、フェンシングやシングル・スティックの指導者(長男のウイリアムによると「剣士やボクサーとしてどんな男を恐れていない」)、更には行商人、居酒屋(宿屋？)、馬車製造者、行商人や山番とさまざまな職に手をそめた 。

#### 母
母(1750-1813)のイザベラは地主リチャード・トンプスンの娘だが、両親の反対に耳をかさず、駆け落ちしてウィリアムと結ばれた。トンプスン家はプロテスタントの殉教者ニコラス・リドリイの末裔にあたることから、プロテスタントの伝統を根強くのこしており、イザベラも毎日2回の祈りを欠かすことなく、子供たちにもよく聖書を語り聞かせた。彼女にとって旧約聖書は毎日の行動のために必要なすべてのルールを提供するものであった。「そこには奉仕するべき神と避けるために地獄があり、すべての嘘つきとののしる者は、悪魔とその使いたちと共に地獄で燃やされる」という格言および聖書の知識に代表される彼女の影響はジョン・マーティンの絵画だけでなく、他の子供たちの永続的な宗教志向の源となった。1813年に亡くなるまぎわ、天上の音楽を耳にし、マーティン家の名前が世界じゅうに知れ渡るようになると告げて、安らかに息をひきとったという 。

#### ウイリアム
長兄(1772年6月21日–1851年2月9日)、自然哲学者、詩人：彼はロープ製造、兵士、発明家、科学者、作家、講師など職業がたびたび替わったが、永久機関は製造可能であるとし、また万有引力の法則を否定して"アイザック・ニュートン"の科学に対抗する哲学を開発しようとし1821年に「永久運動の原理による自然哲学の新しいシステム」と題する本を出版した。この様な山師的性格にもかかわらず、彼は発明の偉大な才能を持っており、1819年に彼はサー・ハンフリー・デービーが1815年に発明したデービー灯より良く、信頼性が高いと言われていた鉱山作業用の安全ランプを生産した。また、この分野での業績として数値を円盤型で表示するばねばかりの発明により1814年に王立協会から銀メダルを貰った事があげられる。その後詩200点以上の宗教的テーマな詩のパンフレット出版や種々の発明を行い、1851年2月9日にジョン・マーティンの家で亡くなった。

#### リチャード
次兄(1779-1837)：彼は人生の殆どを軍隊で過ごし、操舵手兵として スペイン独立戦争(1808年 - 1814年)とワーテルローの戦いに従軍した。尚、近衛歩兵第一連隊の兵站部付き軍曹との説もある。

#### ジョナサン
三兄 (1782–1838年5月27日) ：1829年2月2日にヨーク大聖堂を放火した事で悪名を馳せた。放火後すぐに逮捕されたが、裁判では精神異常を理由に首つり縄を免れ、死ぬ迄ロンドンの聖ルーク精神病院に監禁された。この時の裁判の弁護費用はジョン・マーティンが支払らった。後年マーティンが「狂えるマーティン」の異名をとったのは、崇高美をたたえた破天荒な作品によるものもあれ、悪名を轟かせた兄ジョナサンと混同されてのことである 。

## 作品リスト
マーティンの作品の多くは現在公共美術館で見ることができる。
マーティンが生まれ育ったニューカッスル・アポン・タインのLaing Art Gallery (英語版) はソドムとゴモラの滅亡(1852年)をはじめ多くの作品を所蔵している、また彼の有名な"ブラック・キャビネット"を保有している。テート・ブリテンは『最後の審判三部作』を複数の作品を蔵する。ヴィクトリア&アルバート博物館、ルーブル美術館、ナショナル・ギャラリー (ワシントン)、イェール・イギリス美術センター、セントルイス美術館その他米国の多くの美術館でも彼の作品を見ることができる。

王立建築家協会は彼の工学関係のパンフレットを多く保存してる。

かれの手紙は個人コレクターとロンドン大学クイーン・メアリー・カレッジが保有している。

日本国内では以下の美術館がマーティンの作品を所蔵している。

●郡山市立美術館
- 『フレッシュウォーター・ベイ（英語版）』,1815年頃
- 『裁きを受けるアダムとイブ』,水彩・紙,1833年
- 『旧約聖書』挿絵, 木口木版,

●町田市立国際版画美術館
- ミルトン作『失楽園』挿絵,2巻24点メゾチント,1827年刊
- 『旧約聖書』挿絵20点, メゾチント,1838年刊

●静岡県立美術館
- ミルトン作『失楽園』挿絵,2巻24点メゾチント,1827年刊

●熊本県立美術館
- ミルトン作『失楽園』挿絵,2巻24点メゾチント,1827年刊

### 油絵
- 『人物のいる風景』,Landscape with Figures,13.8×16.7,1807年以前,レイング・アート・ギャラリー
- 『風景』,Landscape,25.4×30.5,1807年,William Mostyn-Owen氏蔵
- 『古代都市の遺跡』,Ruins of an Ancient City,×,1810年代,クリーブランド美術館
- 『忘却の水を探し求めるサダク』,Sadaku in search of the waters of Oblivion,76.2×62.4,1812年,サザンプトン市立美術館
- 『はじめてエヴァを目にしたアダム』,Adam's first sight of Eve,70.2×105.7,1812年,ケルヴィングローブ美術館
- 『カドモスと龍』,Cadmus and the Dragon ,61×90.2,1813年,ロイ・マイヤーズ画廊
- 『クリュティエ』,Clytie,62×92.7,1814年,レイング・アート・ギャラリー
- 『楽園追放』,The expulsion of Adam and Eve from Paradise,77.2×112.3,1814-7年(1823-27?),レイング・アート・ギャラリー
- 『カリスブルック城の入口風景』,View of the entrance to Carisbrook Castle,32.4×45.1,1815年,レイング・アート・ギャラリー
- 『ロンドンの遠景』,Distant View of London,17.8×30.5,1815年,ケルヴィングローブ美術館
- 『干草のある風景』,Landscape with Haystack,25.4×30.5,1815年,個人蔵
- 『フレッシュウォーター・ベイ』,Freshwater bay,, 1815年頃,郡山市立美術館
- 『エドウィンとアンジェリーナ』,Edwin and Angelina,20.2×43.5,1816年,個人蔵
- 『エドウィンとアンジェリーナ』,Edwin and Angelina,29×44,1816年,レイング・アート・ギャラリー
- 『ケンジントンの庭』,View in Kensington Gardens,21.1×18.7,1816年,ダファリン卿蔵
- 『ギベオンの上に止まれと太陽に命ずるヨシュア』,Joshua Commanding The sun to stand still upon Gideon,149.9×231.1,1816年頃,英国ユナイテッド・グランドロッジ[5]。
- 『吟唱詩人』,The Bird,213.4×155,1817年,レイング・アート・ギャラリー
- 『バビロンの陥落』,The Fall of Babylon,154.9×243.8,1819年,不明
- 『マクベス』,Macbeth,50.8×71,1820年頃,スコットランド国立美術館
- 『ベルシャザルの饗宴』,Belshazzar's Feast,152.4×249,1820年,個人蔵
- 『ベルシャザルの饗宴』Ⅱ ,Belshazzar's Feast Ⅱ,152.5×222,1821年頃,レイング・アート・ギャラリー
- 『サルマキスとヘルム=アプロディトス』,Salmacis and Hermaphroditus ,86.4×114,1822年,ハズリットグーデンとフォックス株式会社(美術商)[6]。
- 『ポンペイとヘルクラネウムの壊滅（英語版）』,The destruction of Herculaneum and Pompeii,×,1821年,テート・ブリテン
- 『風景の構図』,Landscape Composition,61×91.5,1823年,リバプール国立博物館
- 『天使ラファエルをもてなすアダムとエヴァ』,Adam and Eve Entertaining the engel Raphael,129.5×198,1823年, ファイフ評議会
- 『全能の神の声を聞くアダム』,Adam Listening to the Voice of God the Almighty,47.5×68.7,1823-27年,[ヴィクトリア&アルバート博物館]
- 『エジプト第七の災禍』,The seventh plague of Egypt,144.1×214,1824年頃,ボストン美術館
- 『ギベオンの上に止まれと太陽に命ずるヨシュア』,Joshua Commanding The sun to stand still upon Gideon,63×76,1827年頃,アシュモレアン博物館
- 『イタリアの風景』,Italian Landscape,71.8×92,1830-50年,リバプール国立博物館
- 『エステル』,Queen Esther,30.2×40.5,1831年,レイング・アート・ギャラリー
- 『コップを投げ捨るディオゲネス』,Diogenes Throwing Away His Cup,19.5×26,1833年,モルガン・ライブラリー
- 『大洪水』,The Deluge,168.5×258,1834年,エール英国美術センター
- 『背景に都市がある戦闘シーン』,Battle scene with city in the backbround(Battle Scene: The Fire-Worshippers),89.5×119.7,1837年,トア修道院
- 『マンフレッドとアルプスの魔女』,Manfred and the Alpine Witch,38.8×55.8,1837年,ホイットワース美術館
- 『ビクトリア女王の戴冠』,The Coronation of Queen Victoria,23.5?×181.6,1839年,テート・ブリテン
- 『大洪水の前夜』,The eve of the Deluge,142.9×218.4,1840年,ウィンザー城
- 『テュロスの壊滅』,The destruction of Tyre,83.8×109.5,1840年,トリードウ美術館(オハイオ州)
- 『ギベオンの上に止まれと太陽に命ずるヨシュア』Ⅱ,Joshua Commanding The sun to stand still upon Gideon-Ⅱ,48×62.5,1840年頃,エール英国美術センター
- 『アレキサンダーとディオゲネス 』,Alexander and Diogenes,23×34,1840年頃,ニューカッスル大学ハットン・ギャラリー
- 『ニネベの陥落』,The Fall of Nineveh,14×20,1840年頃,ニューカッスル大学ハットン・ギャラリー
- 『ニネベの前で説教するヨナ』,Jonah Preaching before Nineveh,14×20,1840年頃,ニューカッスル大学ハットン・ギャラリー
- 『満潮』,The assuaging of the waters,142×215.9,1840年頃,スコットランド教会、エディンバラ
- 『万魔殿』,Pandemonium,123.2×184.2,1841年,グラスゴー・ライトハウス・ギャラリー
- 『地獄の堕天使』,Fallen angels in Hell,61×76,1841年頃,テート・ブリテン
- 『万魔殿』,Pandemonium,×,1841年頃,ルーブル博物館
- 『孤独』,Solitude,50.7×91.6,1843年,レイング・アート・ギャラリー
- 『ギベオンの上に止まれと太陽に命ずるヨシュア』,Joshua Commanding The sun to stand still upon Gideon,151×254,1848年頃,カークレス博物館
- 『マン島』,The Isle of Man,30.3×46.5,1848-54年,アシュモレアン博物館
- 『幸福の谷のアーサー王とエグレ』,Arthur and aegle in the happy valley,122×180.5,1849年,レイング・アート・ギャラリー
- 『最後の男』,The last man,137.8×214,1849年,ウォーカー・アート・ギャラリー
- 『森林地帯のたそがれ』,Twilight in the Woodlands,38.1×76.3,1850年,フィッツウィリアム美術館
- 『リッチモンド公園』,View in Richmond park,50.8×91.5,1850年,フィッツウィリアム美術館
- 『岩と山の風景』,Mountain Landscape with Rocks,25.4×35.5,1851年頃,ヴィクトリア&アルバート博物館
- 『ソドムとゴモラの滅亡』,The destruction of Sodom and Gomorrah,135.1×212.3,1852年,レイング・アート・ギャラリー
- 『最後の審判三部作之一：神の大いなる怒りの日』,The Great days of His wrath,196×302.7,1852年,テート・ブリテン
- 『最後の審判三部作之二：最後の審判』,The Last Judgment,198.2×324.6,1853年,テート・ブリテン
- 『最後の審判三部作之三：天国の平原』,The Plains of Heaven,198.2×304.3,1852年,テート・ブリテン
- 『アダムとエヴァの楽園追放』(小),The expulsion of Adam and Eve from Paradise,78.7×109.9,？年,個人蔵
- 『古典的な構成』,Landscape Classical composition,18.5×29.8,?年,レイング・アート・ギャラリー
- 『万魔殿に入る堕天使たち』,The fallen engels enterling Pandemonium,,,テート・ブリテン
- 『嵐を静めるキリスト』,Christ Stilleth the Tempest,50.8×76.2,年,ヨーク博物館トラスト
- 『岸の情景、夕方』,Shore Scene, Evening,7.6×10,年, ヴィクトリア&アルバート博物館

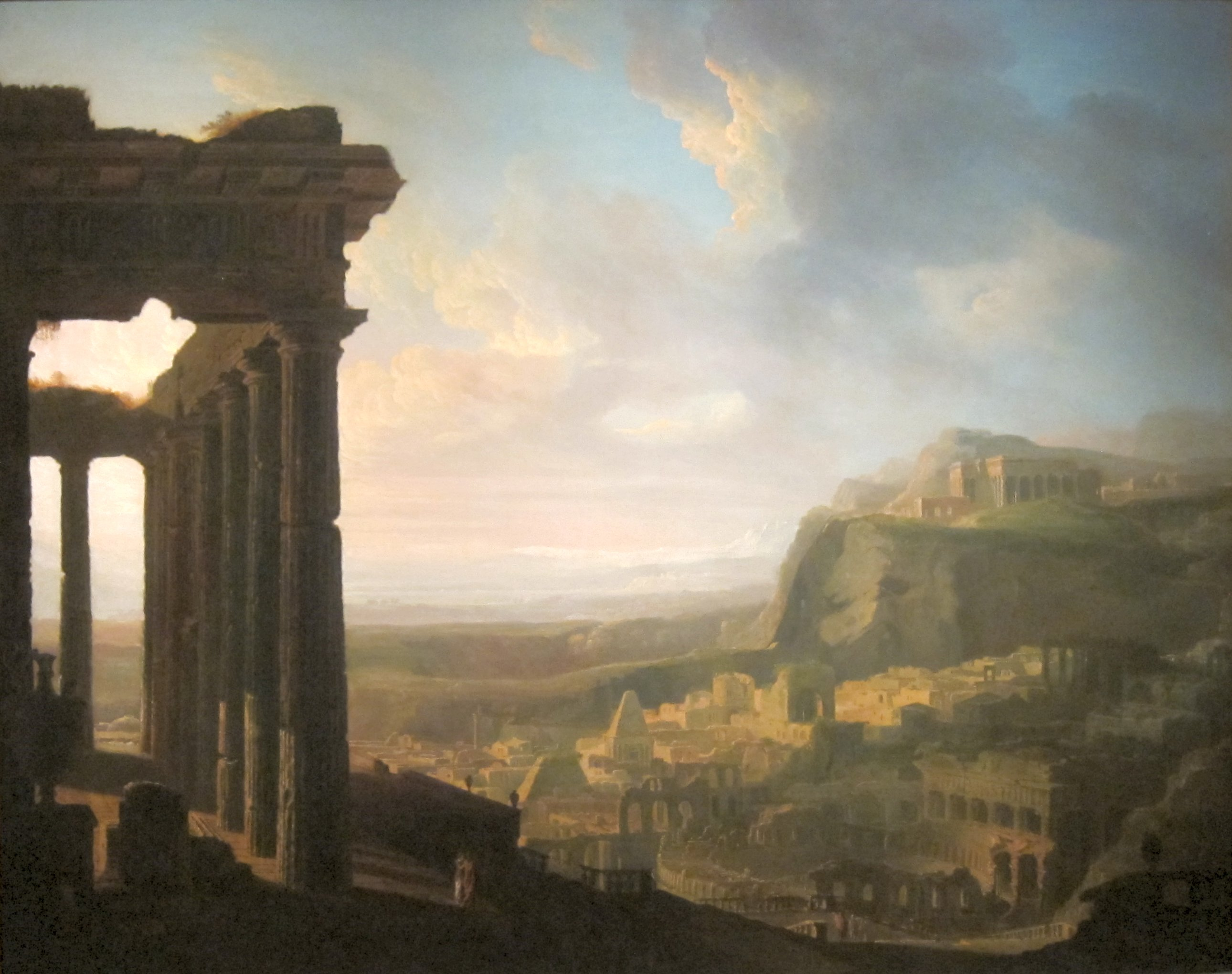
古代都市の遺跡
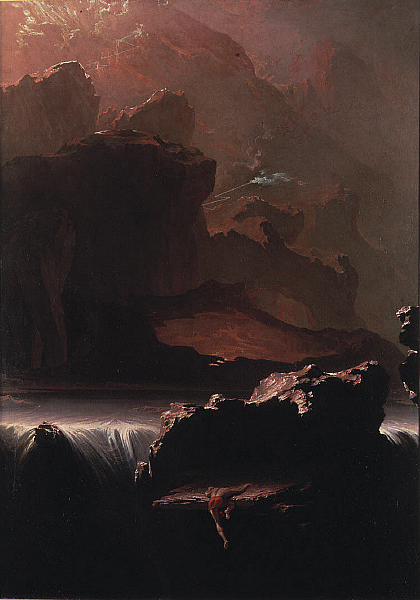
忘却の水を探し求めるサダク
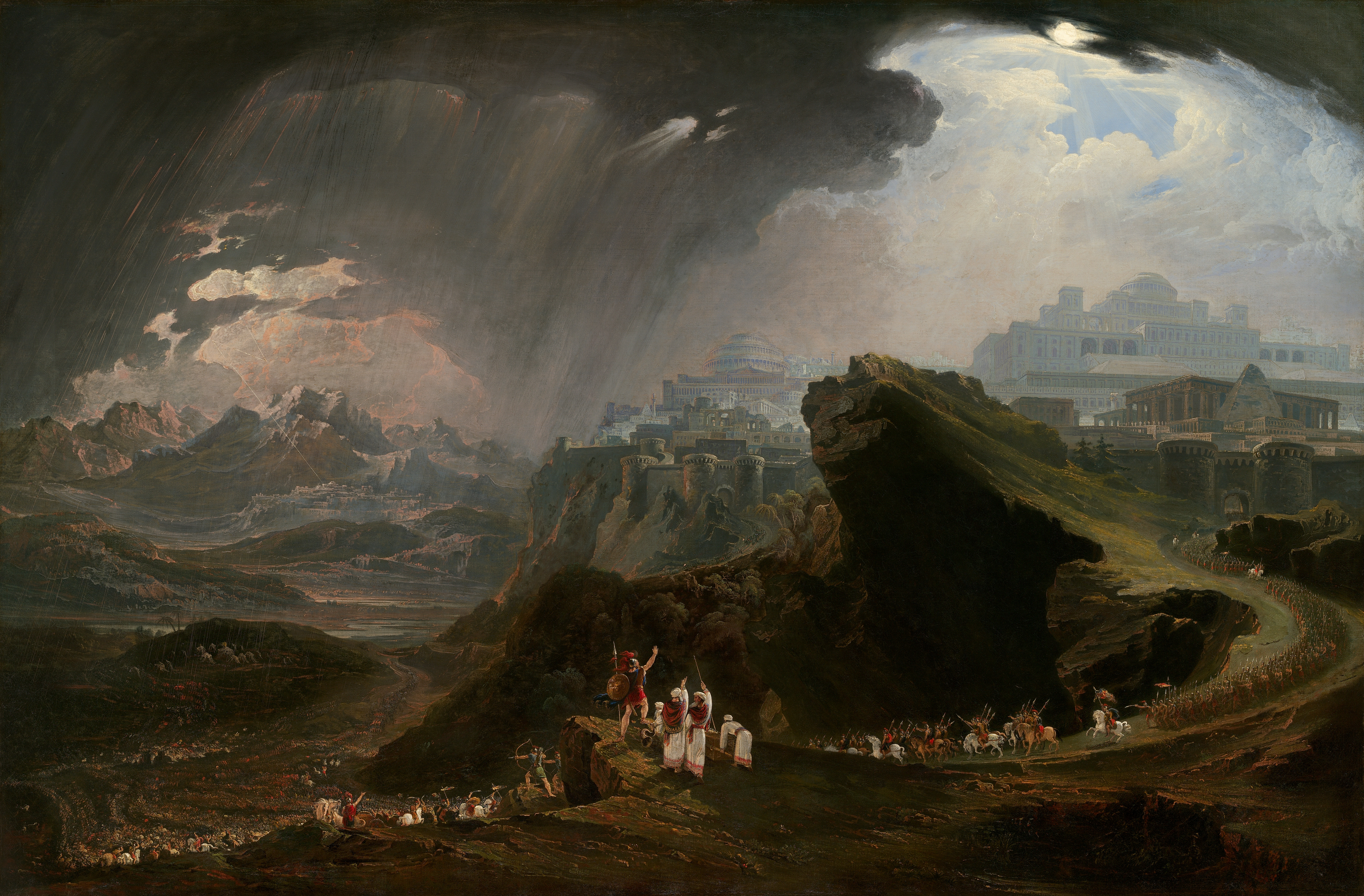
ギベオンの上に止まれと太陽に命ずるヨシュア
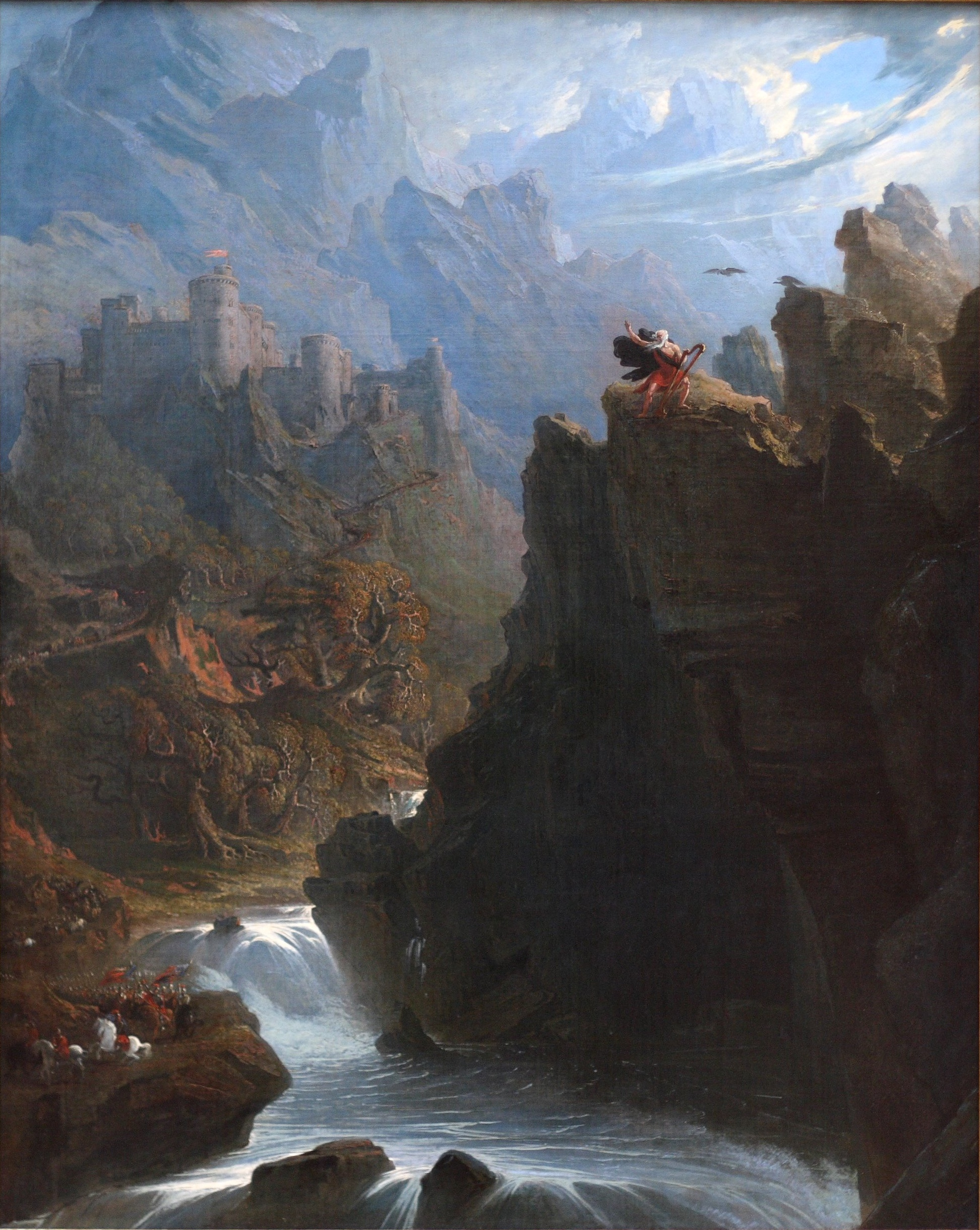
吟遊詩人
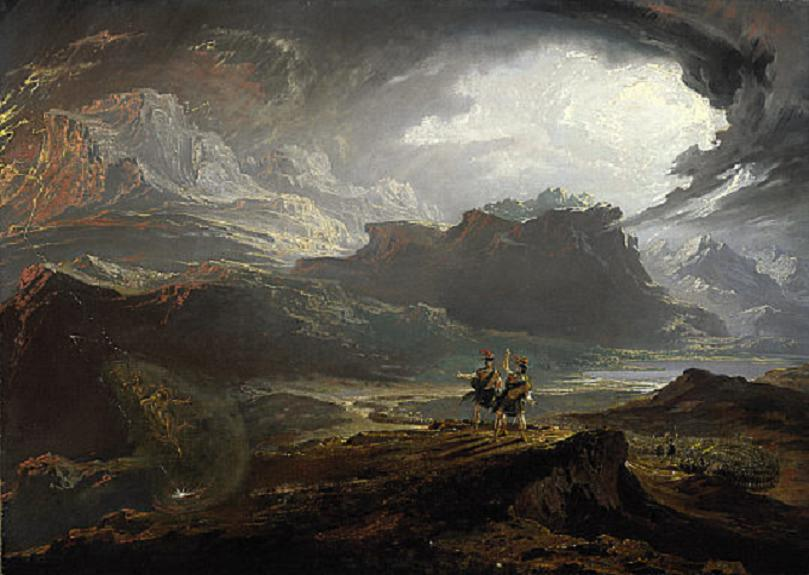
丘の上から近づくノーサンブリア軍を眺めるマクベス
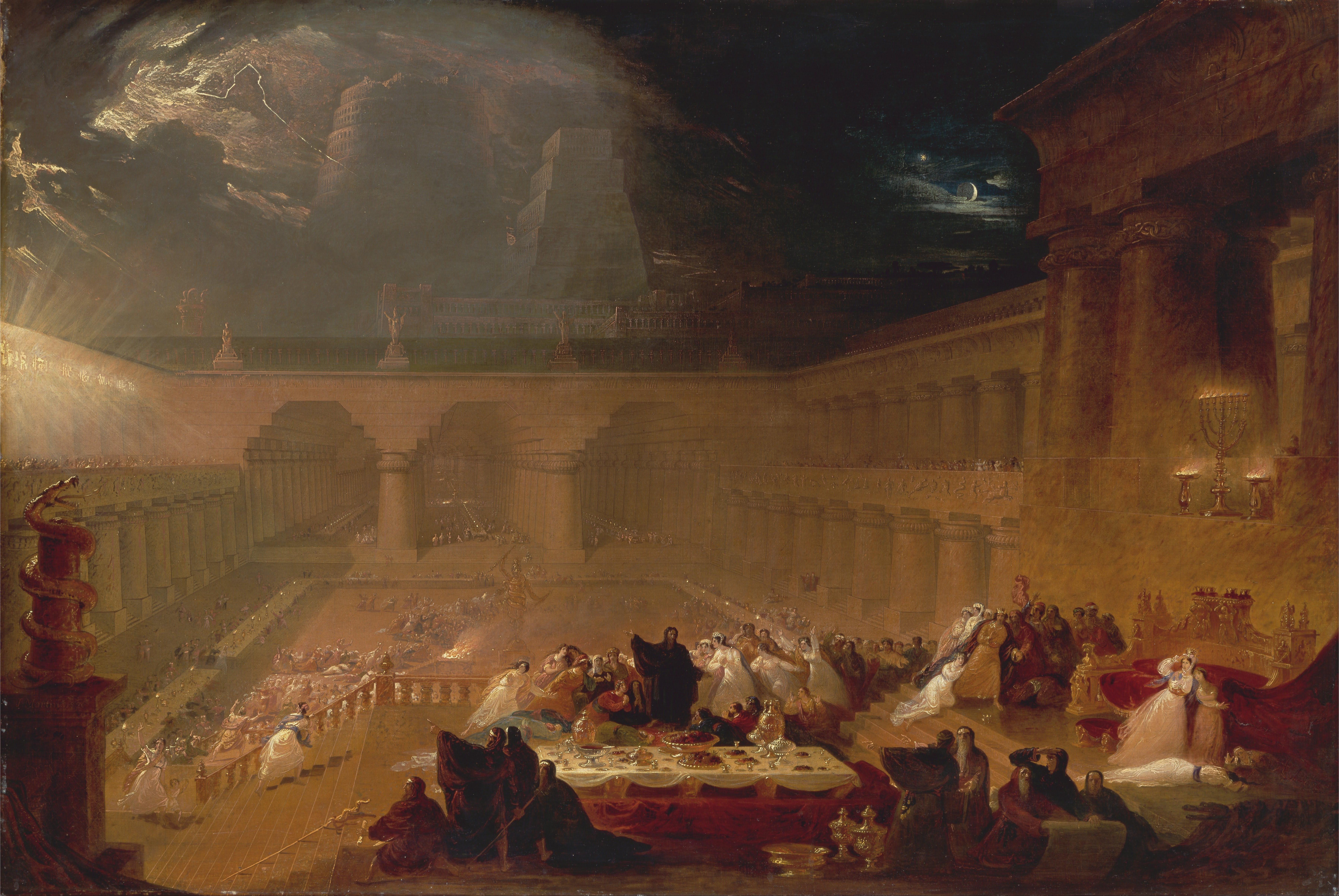
ベルシャザルの饗宴
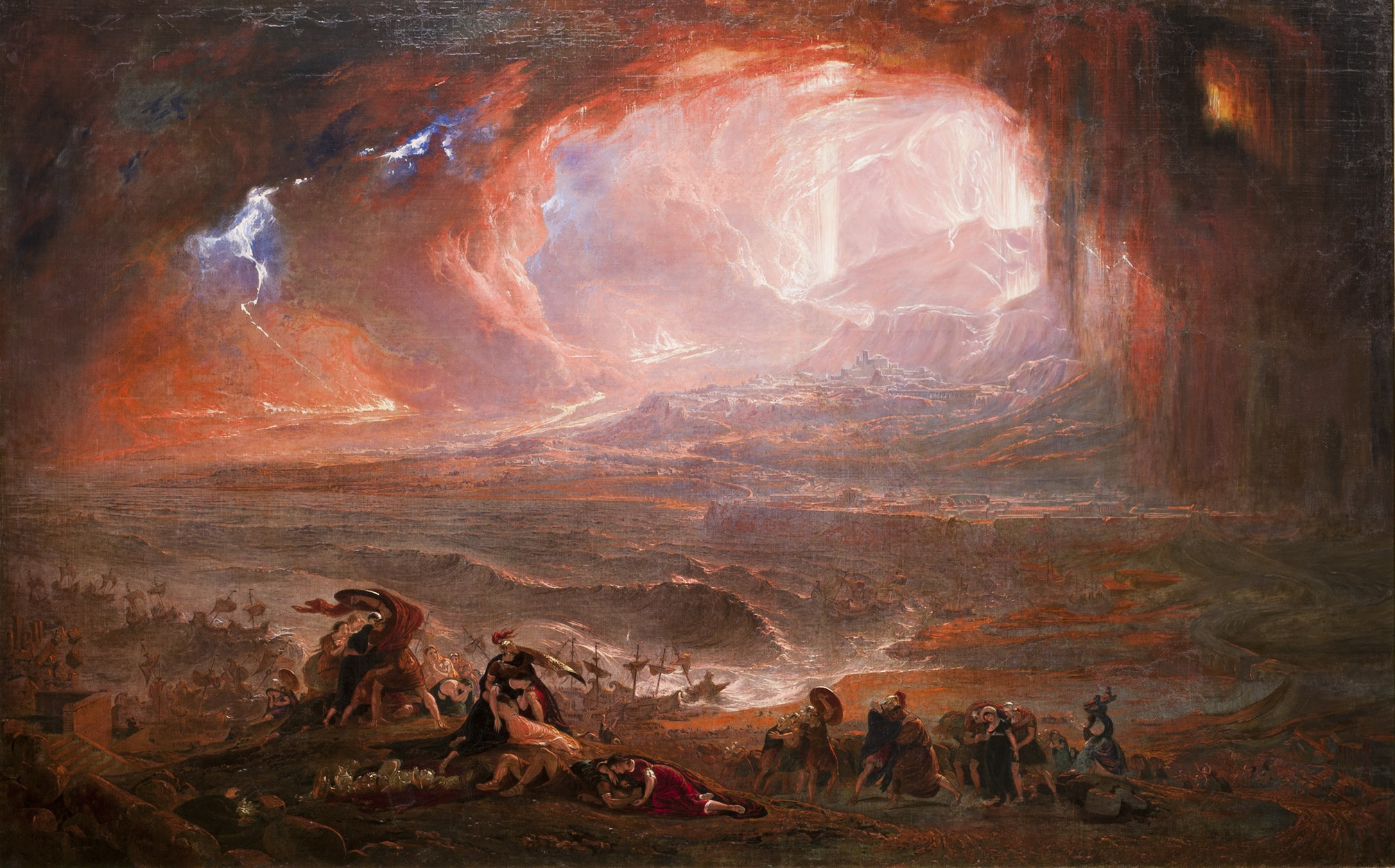
ポンペイとエルコラーノの壊滅(復元版)
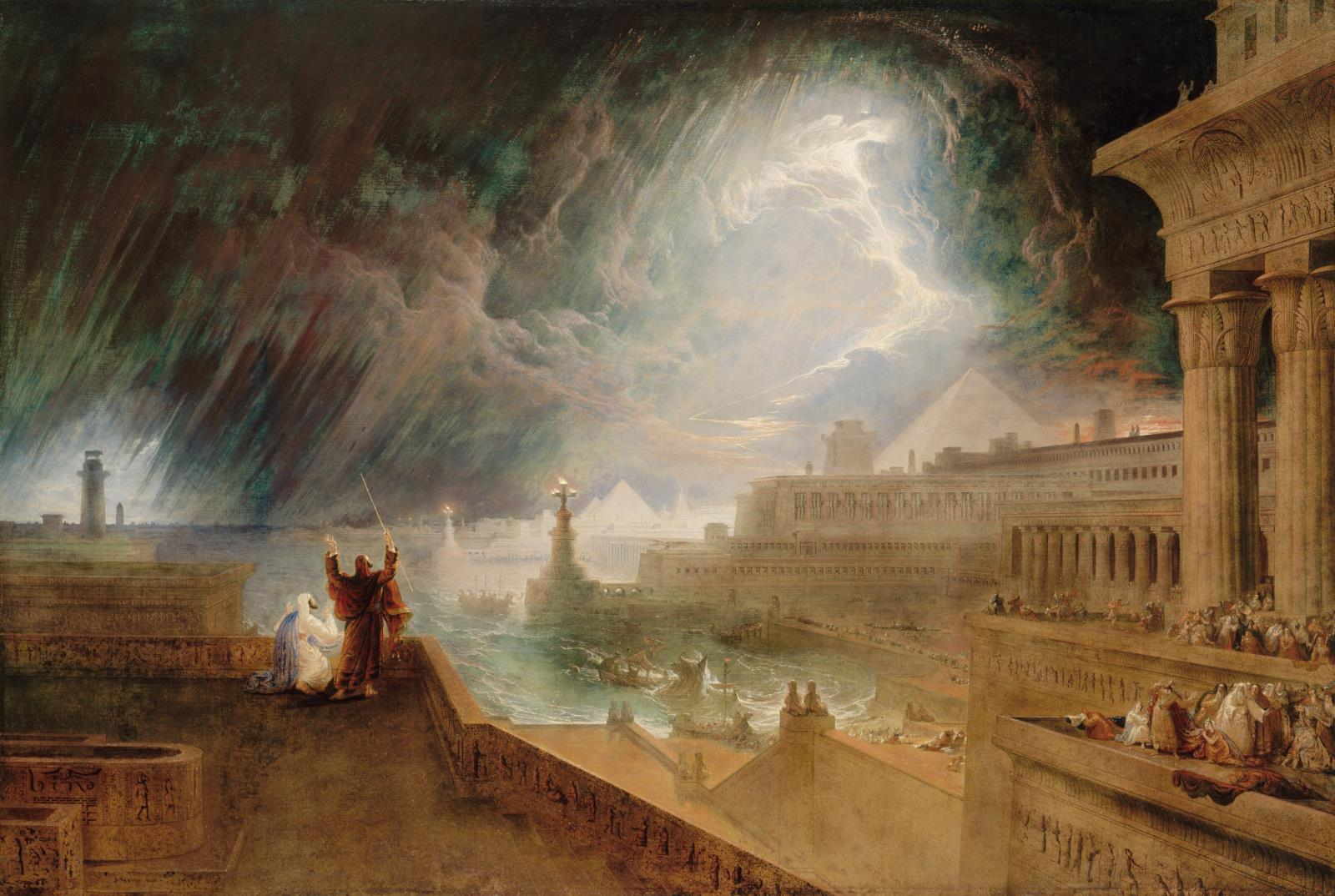
エジプト第七の災禍
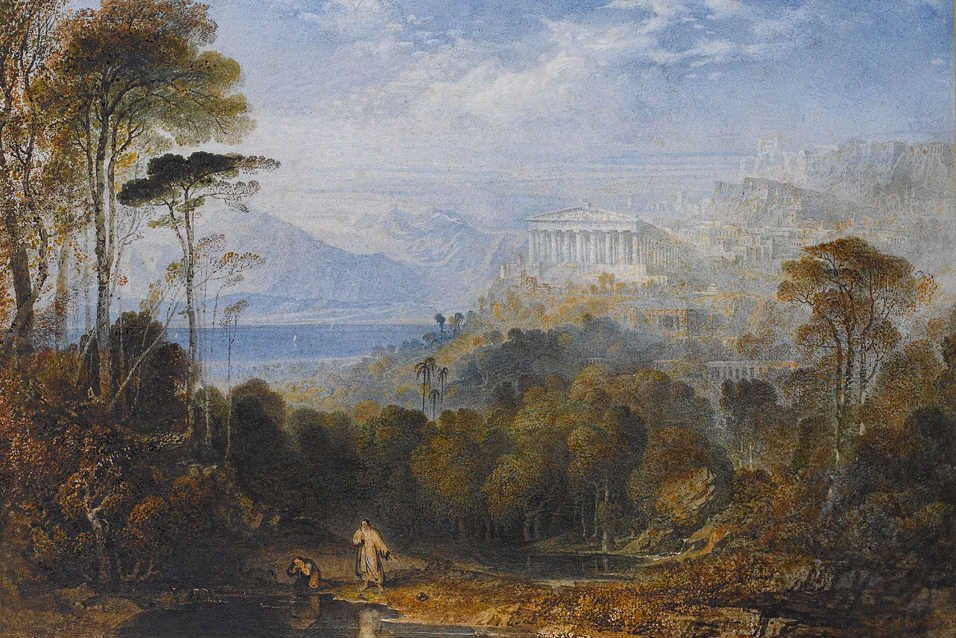
コップを投げ捨るディオゲネス
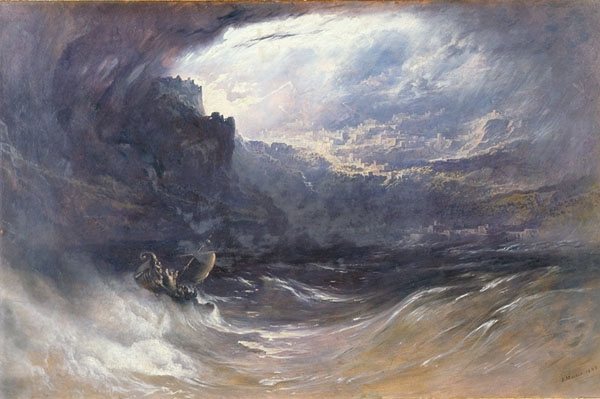
大洪水
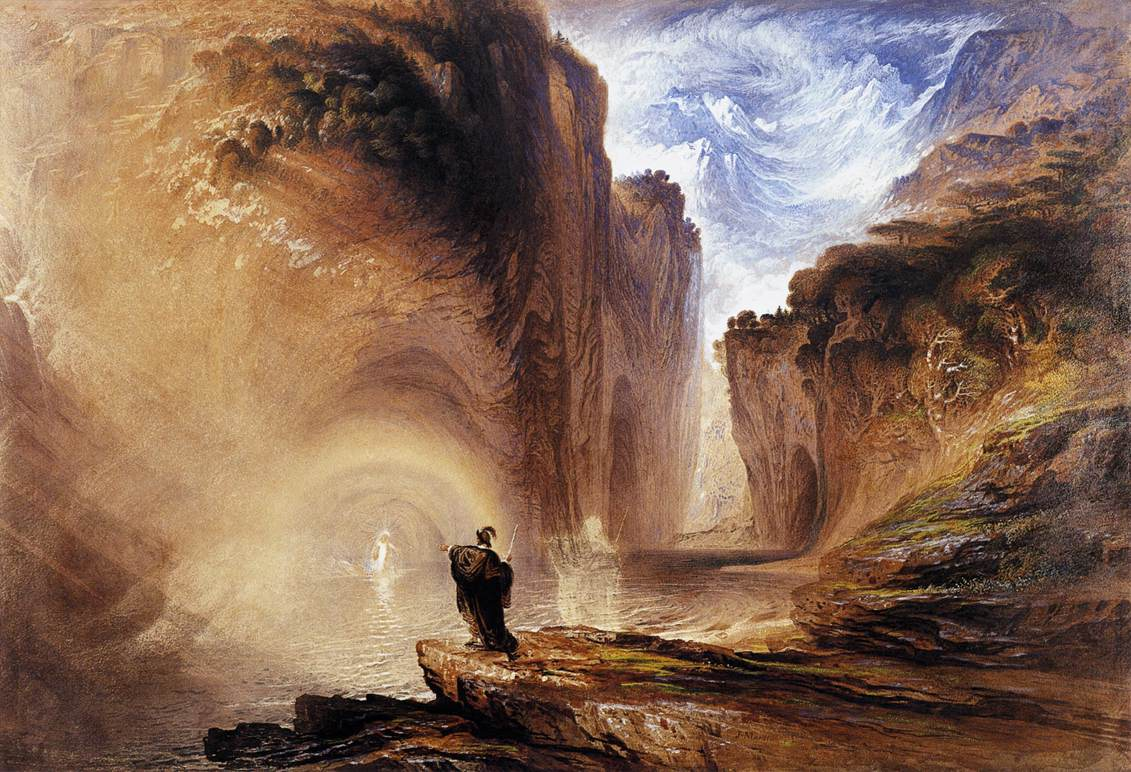
マンフレッドとアルプスの魔女
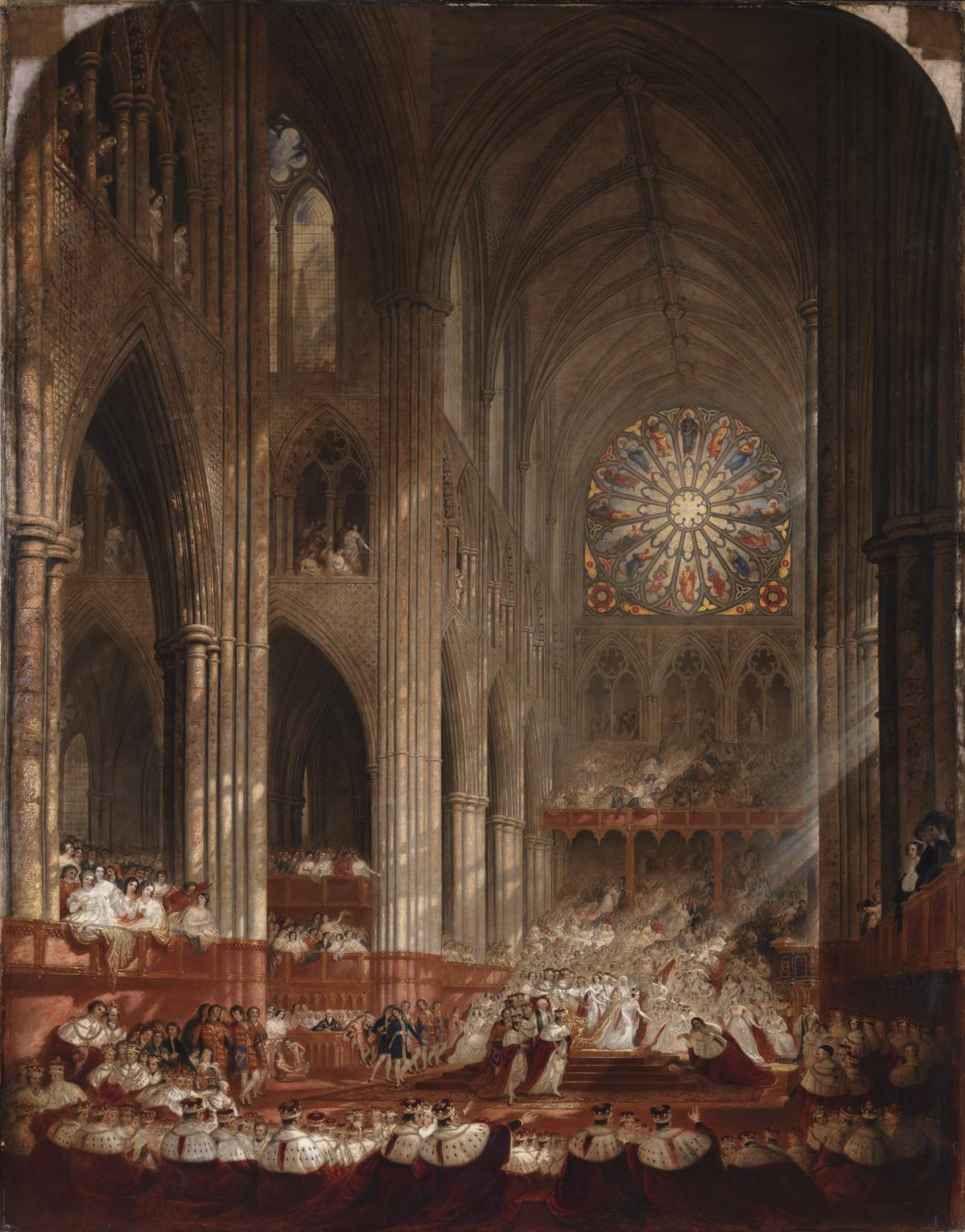
ビクトリア女王の戴冠式
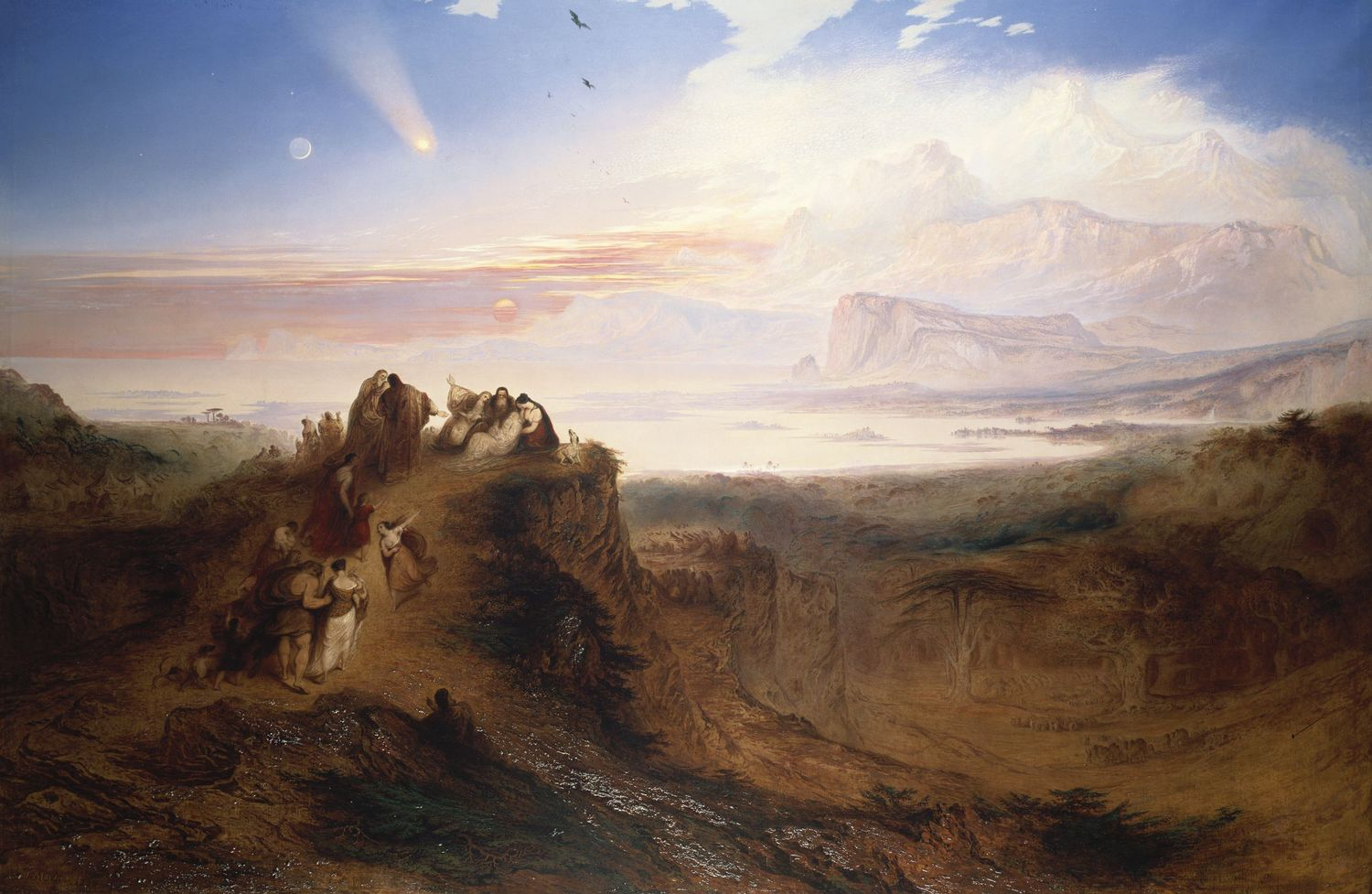
大洪水の前夜
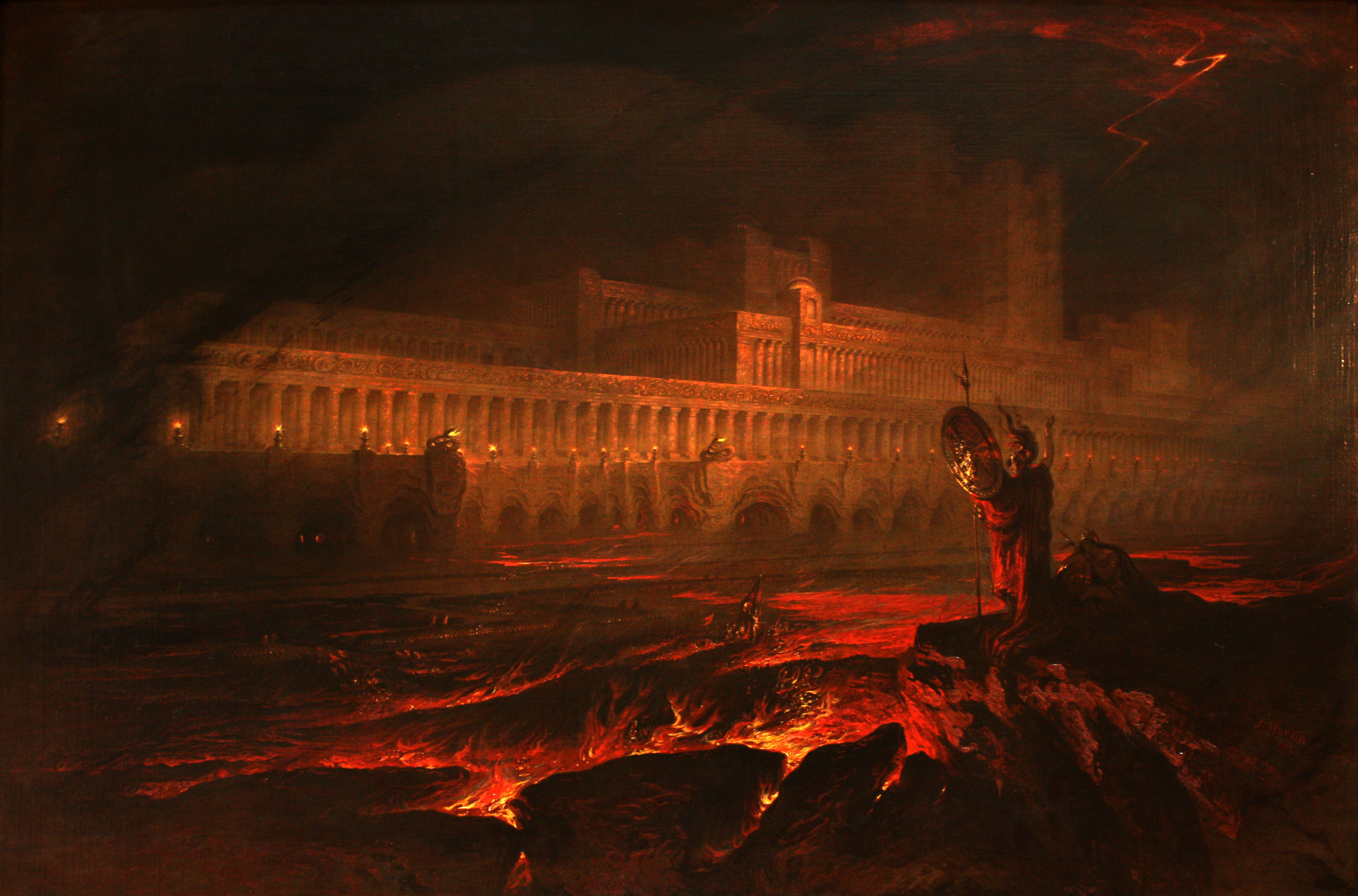
万魔殿
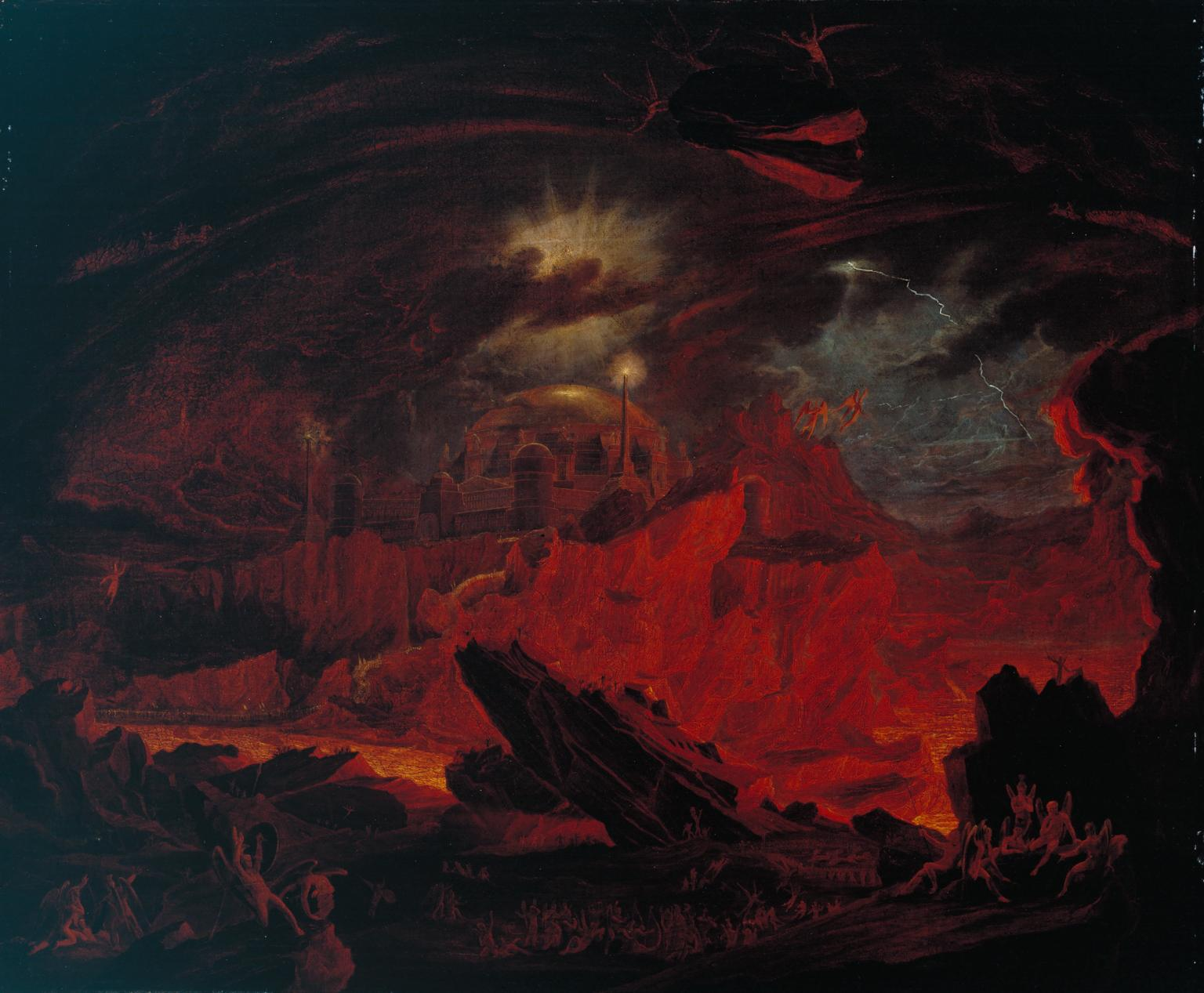
地獄の堕天使
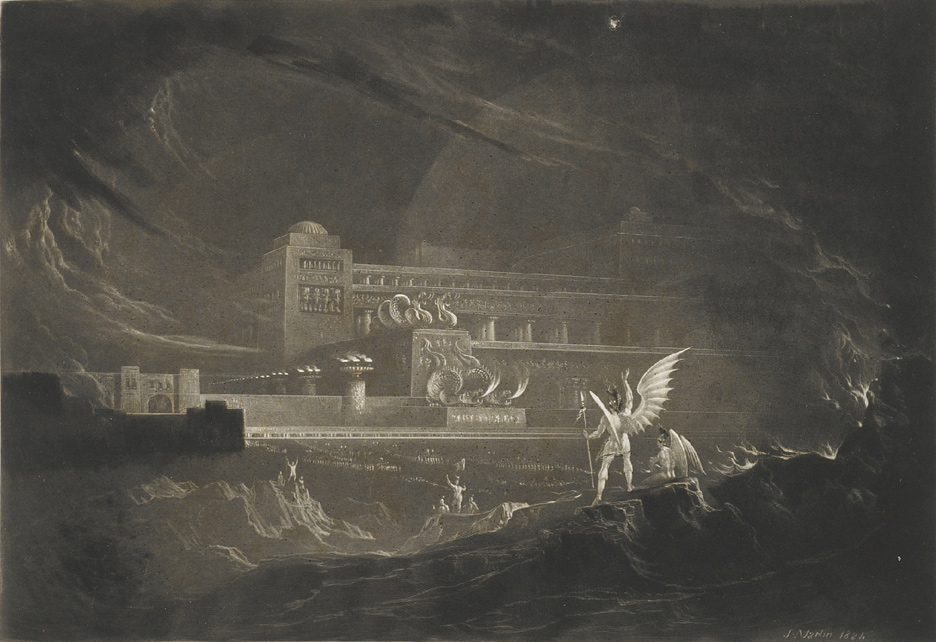
万魔殿
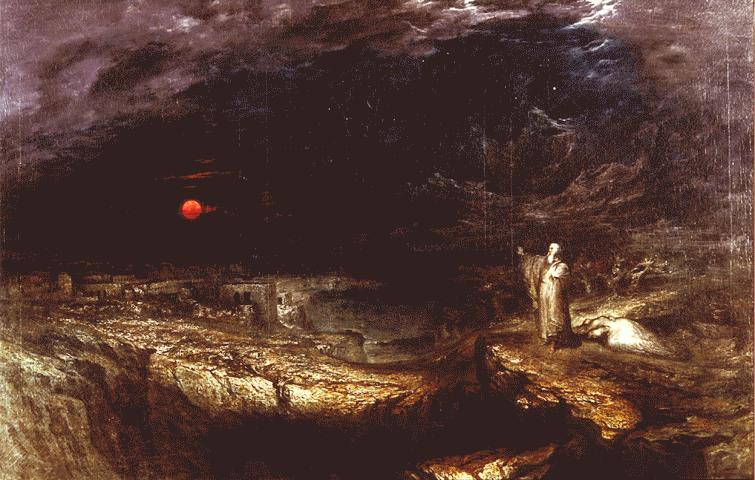
最後の男
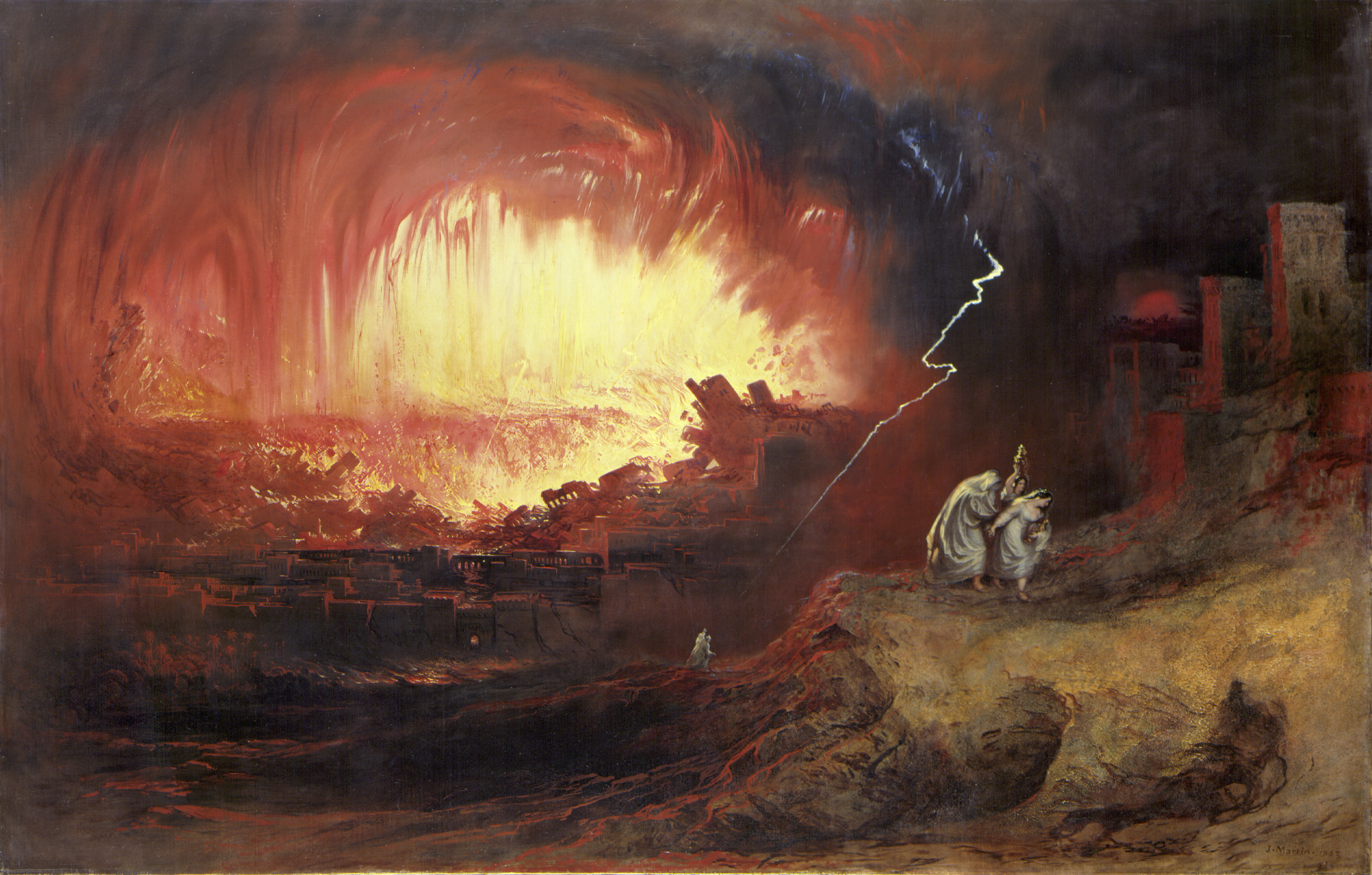
ソドムとゴモラの滅亡末
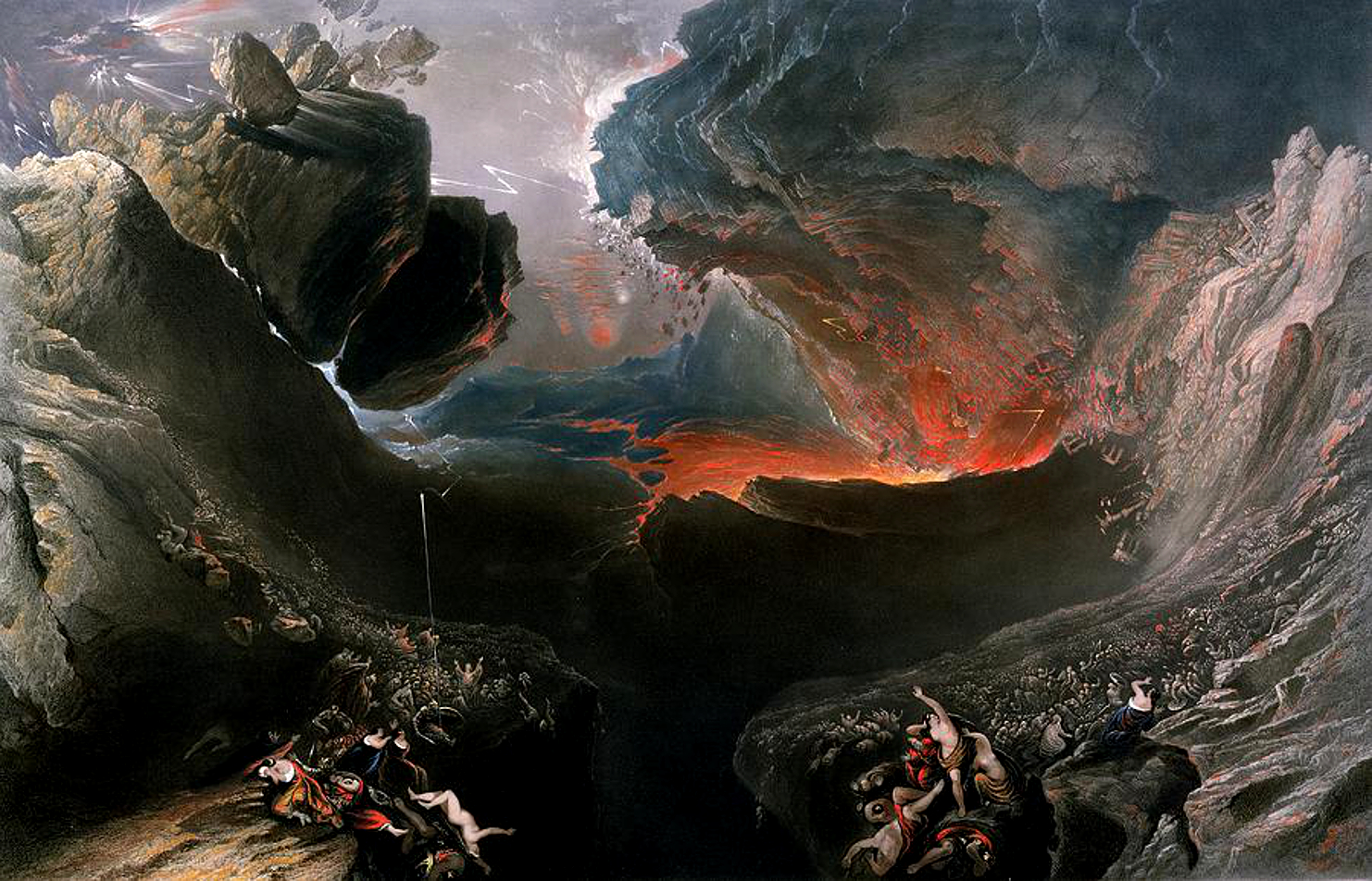
最後の審判三部作之一：神の大いなる怒りの日
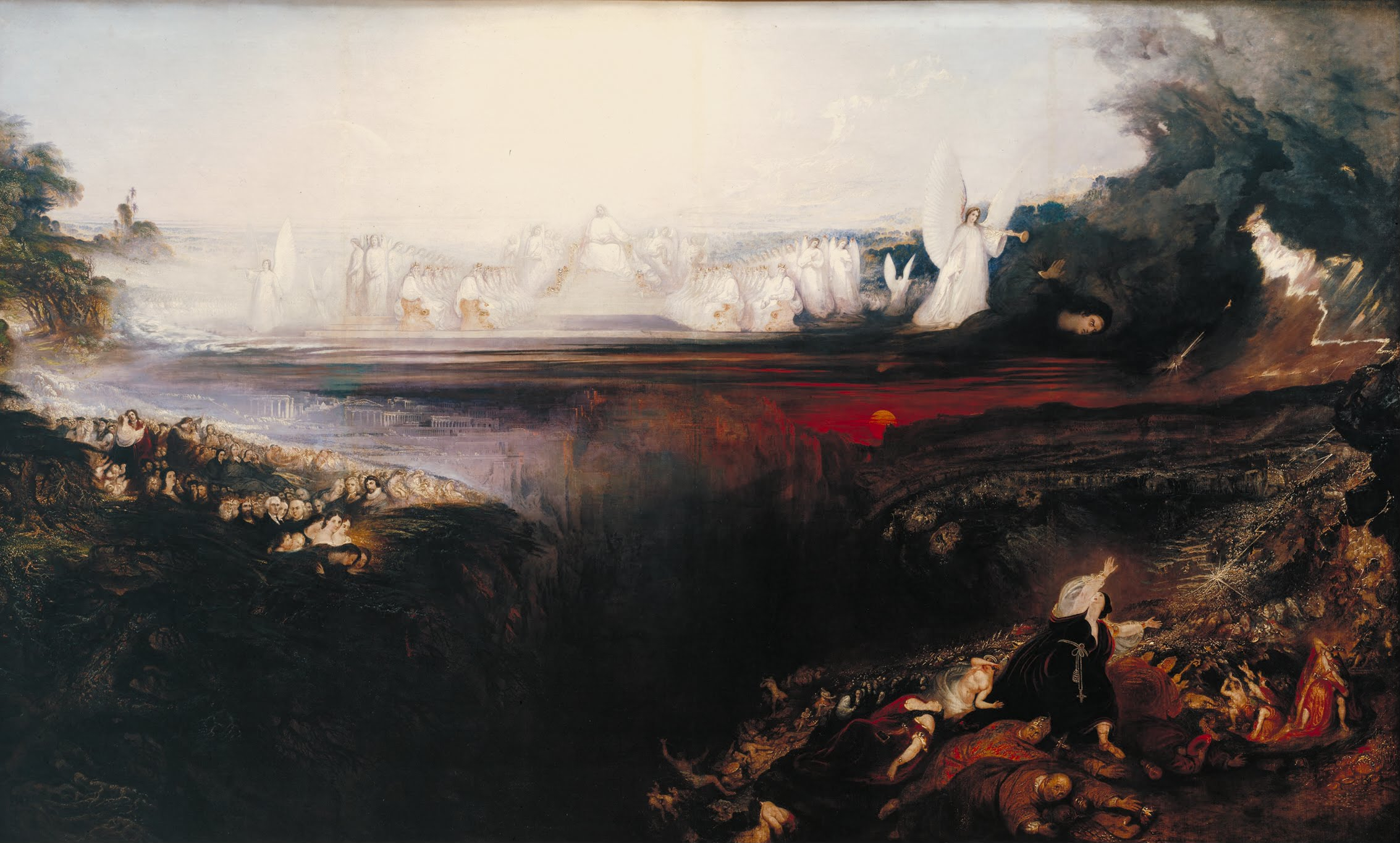
最後の審判三部作之二：最後の審判 (マーティン)（英語版）
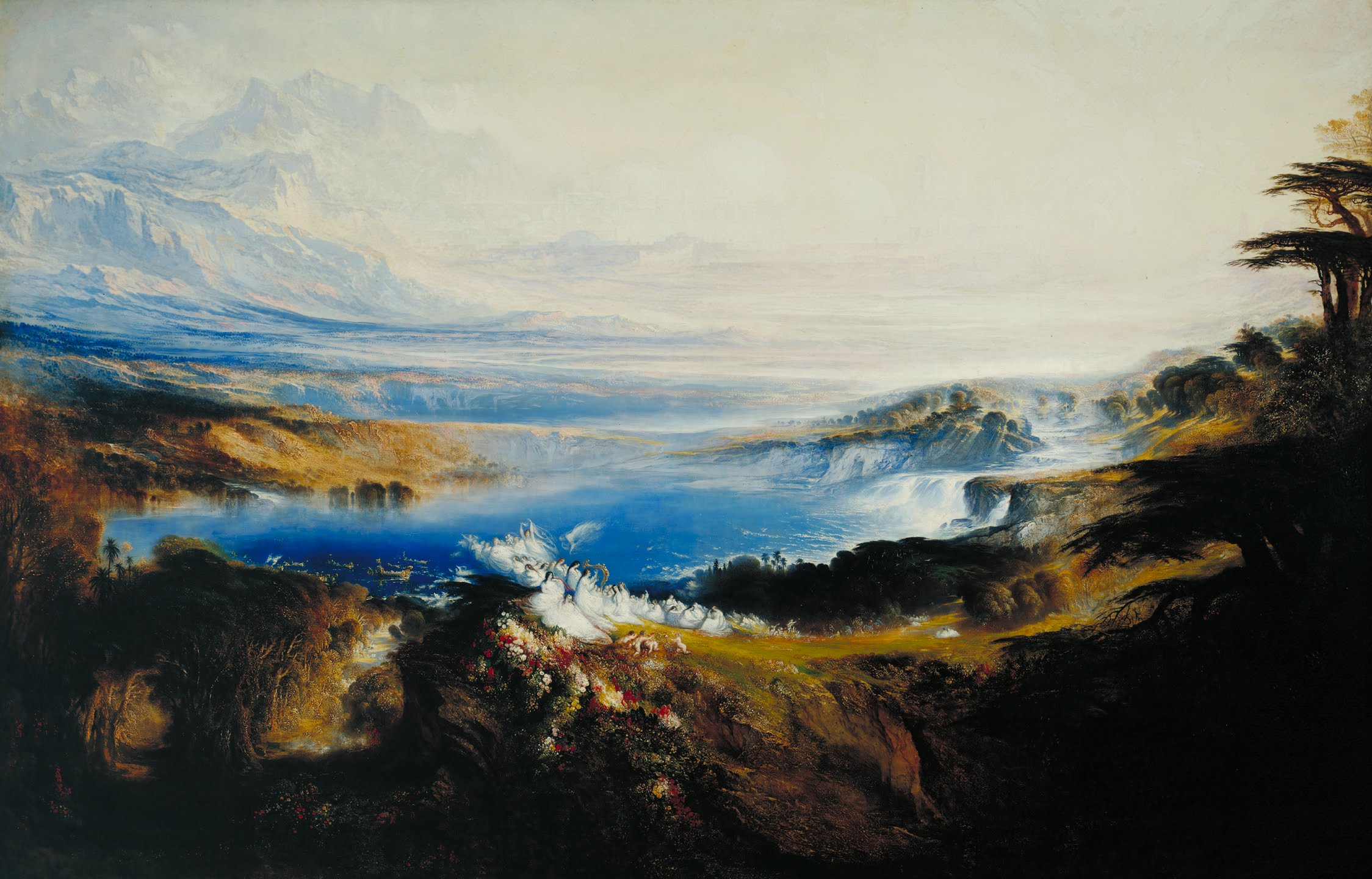
最後の審判三部作之三：天国の平原

### 水彩画
- 『南の港』,A southan Bay,19.4×27,1817年,個人蔵（水彩画）
- 『ワーテルロー戦勝記念碑のためのデザイン画』,View of a design for a National Monument to commemorate the battle of Waterloo. Adapted to the north end of Portland Place,34.6×54,1820年,大英博物館(セピア)
- 『エデンの園』,The garden of Eden,19.4×26.3,1821年,テート・ブリテン(水彩画)
- 『アレキサンダーとディオゲネス 』,Alexander and Diogenes,25×31.5,1827年,レイング・アート・ギャラリー（水彩画）
- 『マルクス・クルティウス』,Marcus Curtius,12.1×18.1,1827年,レイング・アート・ギャラリー(水彩画)
- 『洞窟』,The cave,20×28.8,1830-40年,個人蔵(セピア)
- 『エジプト人の滅亡』,The destoruction of the Egyptians,15.5×20.6,1832年頃,レイング・アート・ギャラリー（水彩画）
- 『コラの反逆』,The Rebellion of Korah,×,1833年,レイング・アート・ギャラリー(wash)
- 『エジプト第七の災禍』,The seventh plague of Egypt,23.5×36.2,1833年,個人蔵(水彩画)
- 『最後の男』,The last man,47.6×70.5,1833年,レイング・アート・ギャラリー(水彩画)
- 『裁きを受けるアダムとイブ』,,,1833,郡山市立美術館(水彩画)
- 『ユングフラウのマンフレッド』,Manfred on teh Jungfrau,38×53.9,1837年,バーミンガム美術館(水彩画)
- 『廷臣たちのお世辞を戒めカヌート王』,Canute rebuking the flattery of his courtiers,31.1×82.5,1842年,レイング・アート・ギャラリー(水彩画)
- 『リッチモンド公園』,Richmond park,27.9×71,1843年,レイング・アート・ギャラリー（水彩画）
- 『トウモロコシ畑』,The cornfield,16.5×24.8,1847年,個人蔵(水彩画)
- 『港：月光』,A port: Moonlight,23.5×33.4,1847年,個人蔵(水彩画)
- 『リッチモンド公園』,Richmond park,29.5×59.4,1850年,レイング・アート・ギャラリー（水彩画）
- 『カナンを探るヨシュア』,Joshua spying out the land of Canaan,35.3×73.7,1851年,マンクス博物館(水彩画)
- 『荒城』,The ruined castle,21×27.2,1851年,個人蔵(水彩画)
- 『紅海のモーゼ』,Moses at Red sea,5.4×7,?年,レイング・アート・ギャラリー（水彩画）
- 『ライムの木』,Lime tree,43.3×15.4,年,ウィット・コレクション(墨汁)
- 『ポンペイとヘルクラネウムの壊滅』,The destruction of Herculaneum and Pompeii,64×82,年, (水彩画)
- 『雷雨の海岸風景』,Coast scene with thunderstorm,15.9×24.2,年,大英博物館(水彩画)
- 『ヨシュア』,Joshua,5.4×7,年,レイング・アート・ギャラリー(水彩画)
- 『スタンマー教会、サセックス』,Stanmer church, Sussex,12.2×17.8,1834年,レイング・アート・ギャラリー（水彩画）

### 版画とメゾチント
- 『古典趣味の都市』,Classical City,14×20.6,1816年,レイング・アート・ギャラリー
- 『古典趣味の廃墟』,Classical Ruins,13.5×20.6,?年,レイング・アート・ギャラリー
- 『ベルシャザルの饗宴』Ⅰ,Belshazzar's Feast Ⅰ,47.2×71.6,1826年,大英博物館
- 『ギペオンの上に止まれと太陽に命ずるヨシュア』,Joshua Commanding The sun to stand still upon Gideon,53.3×76.2,1827年,大英博物館
- 『大洪水』,The Deluge,53.3×76.2,1828年,ヴィクトリア・アンド・アルバート美術館
- 『ニネヴェの陥落』,The fall of Ninevah,66.9×91.1,1829年,レイング・アート・ギャラリー
- 『バビロンの陥落』,The fall of Babylon,53.3×76.2,1831年,
- 『ベルシャザルの饗宴』Ⅱ,Belshazzar's Feast Ⅱ,53.3×76.2,1832年,レイング・アート・ギャラリー
- 『キリスト磔刑』,The Crucifixion,53.3×76.2,1834年,レイング・アート・ギャラリー
- 『ニレの木』,Elm tree,42.8×29.8,年,レイング・アート・ギャラリー(エッチング)
- 『セジンコット邸』,Sezincot House,33.6×46.3,年,大英博物館(アクアチント)

#### 失楽園
ミルトン『失楽園』挿画,Paradise Lost,
- 『反逆天使たちの堕天』,The Fall of Rebel Angels,27.5×20.3,1824-25年
- 『万魔殿』,Pandemonium,20.5×29.2,1824年
- 『地獄の会議を司るサタン』,Satan Presiding at the Infernal Council,19.5×27.9,1824年
- 『天上への上り口を眺めるサタン』,Satan Viewing the Assent to Heaven,27.2×21.3,1824-25年
- 『楽園を夜に守る天子』,The Angels guarding Paradise at Night,19.5×27.9,1824-26年
- 『光の創造』,Creation of Light,19.1×27.9,1824年
- 『アダムに禁断の果実を勧めるエヴァ』,The Presenting the Forbidden Fruit to Adam,19.1×28.1,1824年
- 『混沌にかかる橋』,Bridge over Chaos,19.3×27,1824-26年
- 『アダムとエヴァの楽園追放』,Adam and Eve Driven out of Paradise,×,年

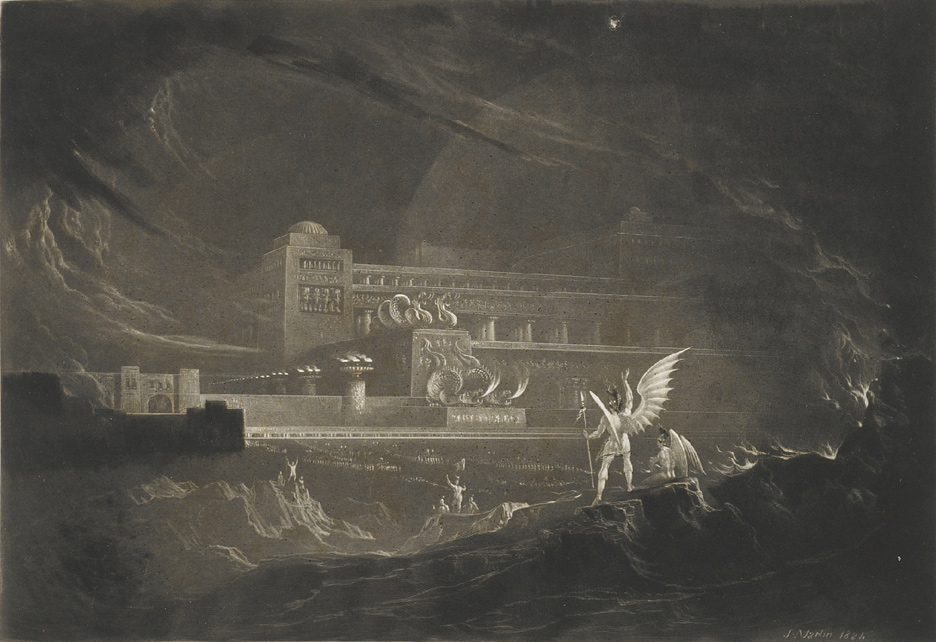
万魔殿
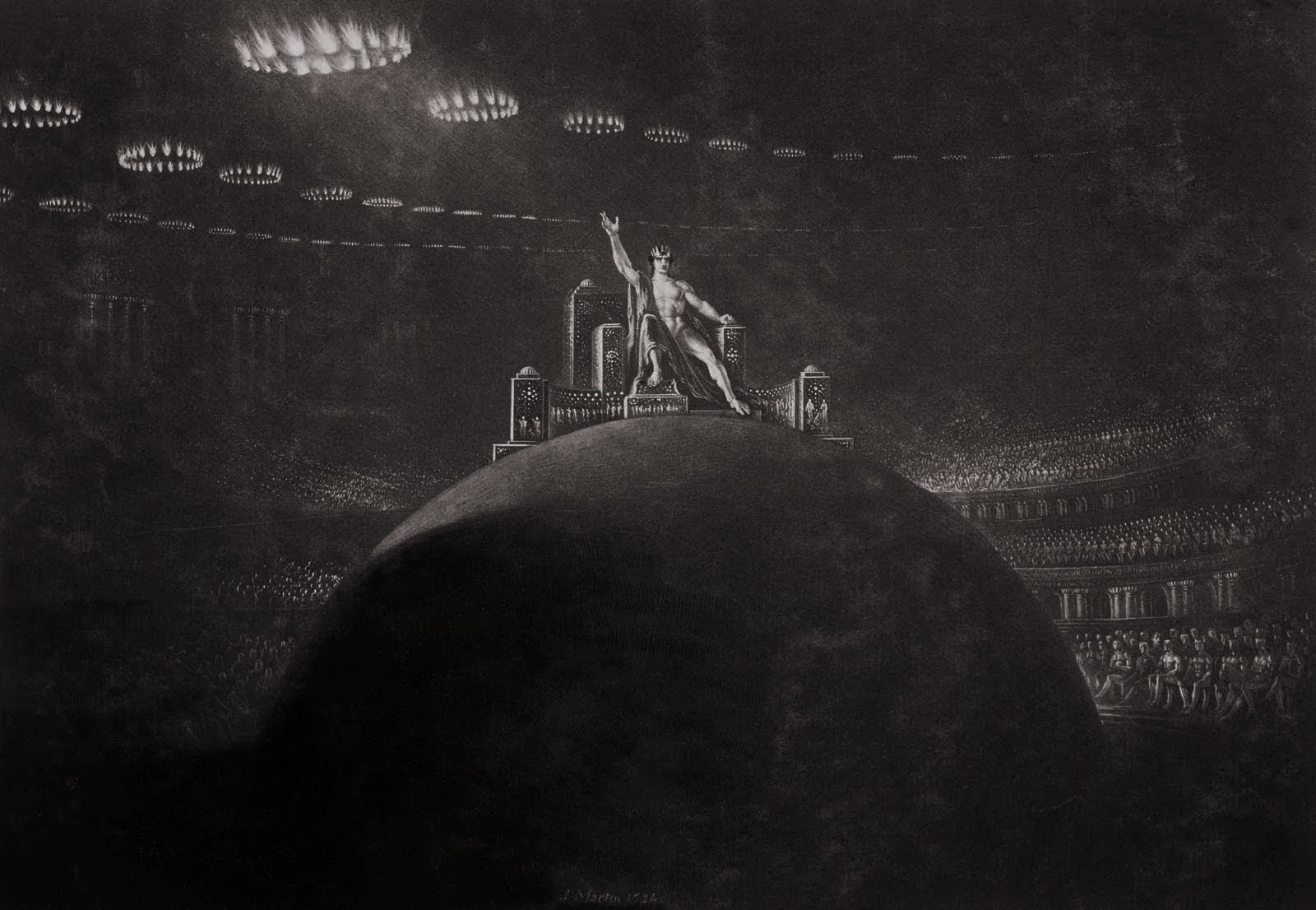
地獄の会議を司るサタン
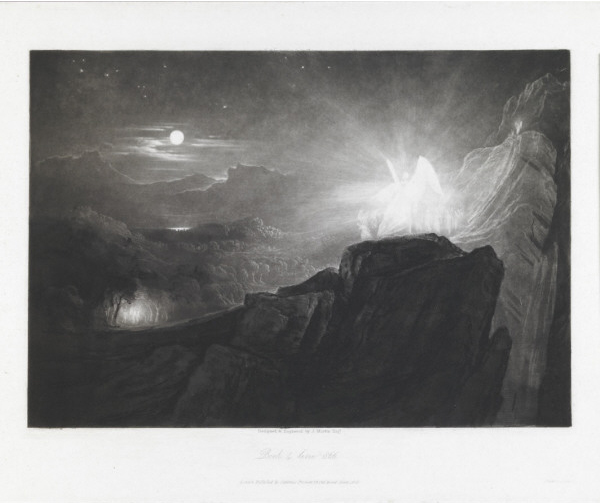
夜の天国を守る天使

#### 旧約聖書
『旧約聖書』挿絵,BiBle,
- 『アベルの死』,Death of Abel,18.9×29.6,1931年
- 『大洪水』,The Deluge,19.7×28.9,1831年
- 『契約』,,18.9×28.9,1832年
- 『ソドムとゴモラの滅亡』,The destruction of Sodom and Gomorrah,19.1×29.1,1832年
- 『第七の災禍』,Seventh Plague,19.1×29.1,1833年
- 『紅海に呑みこまれるファラオの軍勢』,,18.9×28.3,年
- 『証の石版を砕くモーセ』,Moses Breaketh the Tables,18.7×29.1,1833-34年
- 『バビロンの陥落』,The fall of Babylon,19.4×28.9,1835年,
- 『破壊の天使』,The Destroying Angel,46.5×73.0,1836年
- 『大洪水の前夜』,The eve of the Deluge,×,1828年

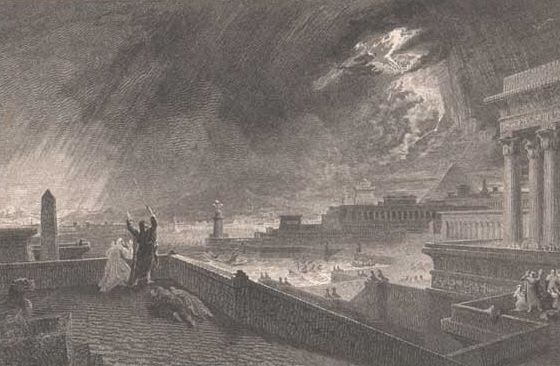
エジプト第七の災禍
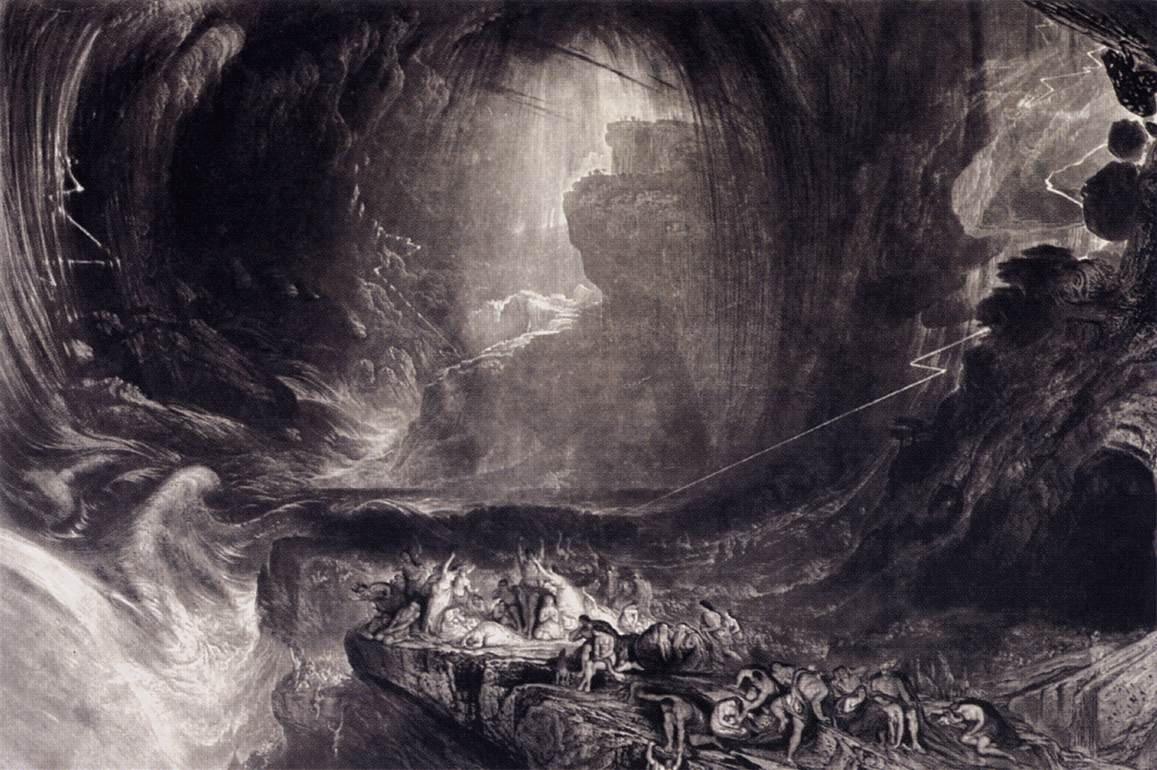
大洪水の前夜